# Manni Crone
Manni Crone er en dansk oversætter og ph.d. cand.scient.pol. fra Institut d'études politiques de Paris samt DEA fra l'École des Hautes Études en Sciences Sociales. Hun er desuden uddannet fra Forfatterskolen 1998.
Hun har blandt andre oversat Boris Vian og Francis Picabia fra fransk til dansk sammen med Asger Schnack.
Hun er adjunkt ved Institut for Statskundskab ved Københavns Universitet. Her forsker hun blandt andet i islam, sekularisme og i religiøs indflydelse på politikdannelser.